# Olivier Podesta
 (septembre 2019).
Si vous disposez d'ouvrages ou d'articles de référence ou si vous connaissez des sites web de qualité traitant du thème abordé ici, merci de compléter l'article en donnant les références utiles à sa vérifiabilité et en les liant à la section « Notes et références ».
Olivier Podesta est un chanteur et comédien français, spécialisé dans le doublage. Il est notamment la voix française de Chris Colfer (Glee) et Lee Norris (Les Frères Scott).
Aux côtés de Jérôme Savary, il a participé à de nombreux spectacles musicaux dont Zazou, Demain la belle, Carmen II, La Vie parisienne, La Veuve joyeuse, La Périchole, Le Barbier de Séville, Le Comte Ory ou encore Les Contes d'Hoffmann à l'Opéra-Comique et au Théâtre national de Chaillot. Il a également joué dans plusieurs comédies musicales, dont La Mélodie du bonheur (The Sound of Music), My Fair Lady et Sweeney Todd au théâtre du Châtelet.

## Théâtre
- 1999-2001 : La Périchole de Jacques Offenbach, mise en scène Jérôme Savary, direction musicale Gérard Daguerre, Théâtre national de Chaillot puis Opéra-Comique : 1er notaire ; Piquillo (doublure)
- 2002-2005 : La Vie parisienne d'Offenbach, mise en scène Jérôme Savary, direction musicale Gérard Daguerre, Opéra-Comique puis tournée : Joseph, Trébuchet, Frick, Prosper, Urbain (en alternance)
- 2004 : Les Contes d'Hoffmann d’Offenbach, mise en scène Jérôme Savary, direction musicale Jean-Claude Casadesus, Palais omnisports de Paris-Bercy : Wilhelm, Andrès, Cochenille, Pitichinaccio, Frantz
- 2005 : La Veuve joyeuse de Franz Lehár, mise en scène Jérôme Savary, direction musicale Gérard Daguerre, Opéra-Comique : d'Estillac
- 2006-2008 : La Périchole d'Offenbach, mise en scène Jérôme Savary, direction musicale Gérard Daguerre, Opéra-Comique puis tournée : Tarapote, le vieux Prisonnier
- 2007 : La Vie parisienne d'Offenbach, mise en scène Jérôme Savary, direction musicale Rani Calderon, Opéra royal de Wallonie : Frick, Gontran, Joseph, Trébuchet
- 2009-2011 : La Mélodie du bonheur (The Sound of Music), mise en scène Emilio Sagi, théâtre du Châtelet : Herr Zeller
- 2013-2014 : La Belle et la Bête, mise en scène Glenn Casale, théâtre Mogador : M. d'Arque ; Big Ben et Maurice (doublures)

## Filmographie
- 1994 : J'aime le music-hall
- 1995 : La Périchole
- 1995 : Le Domino noir
- 2000 : La Périchole, la chanteuse et le dictateur
- 2000 : Les Contes d'Hoffmann

## Doublage

### Cinéma

#### Films
- Nick Swardson dans :
  - Alerte à Miami : Reno 911 ! (2007) : Terry Bernedino
  - Bucky Larson : Super star du X (2011) : Bucky Larson
  - Copains pour toujours 2 (2013) : Nicholas « Nick » Hilliard
- William Melling dans :
  - Harry Potter et les Reliques de la Mort, partie 1 (2010) : Nigel
  - Harry Potter et les Reliques de la Mort, partie 2 (2011) : Nigel
- 2002 : K-19 : Le Piège des profondeurs : ? ( ? )
- 2002 : Le Temps d'un automne : Walker (Jonathan Parks Jordan)
- 2002 : Il était une fois en Amérique : Fat' Moe Gelly jeune (Mike Monetti) - redoublage
- 2003 : American Pie : Marions-les ! : ? ( ? )
- 2003 : Hulk : ? ( ? )
- 2003 : Honey : ? ( ? )
- 2003 : Willard : ? ( ? )
- 2004 : Lolita malgré moi : ? ( ? )
- 2004 : Connie et Carla : ? ( ? )
- 2005 : Le Fantôme de l'Opéra : Fop 1 (David Langham)
- 2006 : Camping car : Joe Joe (Matthew Gray Gubler)
- 2007 : Les Femmes de ses rêves : Flamboyant Man (Kevin J. Flynn)
- 2007 : Transformers : Café Kid (Andrew Caldwell)
- 2008 : The Last Squad : le soldat Terence Verano (Rocky Marquette)
- 2009 : Dance Movie : Jack (Brennan Hillard)
- 2011 : Glee, le concert 3D : Kurt Hummel (Chris Colfer)
- 2012 : Marley et moi 2 : Henkle (Geoff Gustafson)
- 2015 : Adaline : Tony (Richard Harmon)
- 2015 : Les Oubliés : August Kluger (Maximilian Beck)
- 2016 : Bad Santa 2 : Thurman Merman (Brett Kelly) (chant)
- 2016 : Pee-wee's Big Holiday : Yul l'extra-terrestre (Jordan Black)
- 2017 : La Belle et la Bête : le cuisinier (Clive Rowe)
- 2021 : Don't Look Up : Déni cosmique : le régisseur (Ben Sidell)

#### Films d'animation
- 1977 : Les Aventures de Winnie l'ourson : Chansons Winnie L'ourson dans le vent (3e Doublage 2011)
- 2009 : Summer Wars : Kazuma Ikezawa
- 2012 : Ernest et Célestine : Voix Additionnelles
- 2013 : The Garden of Words : voix additionnelles
- 2014 : Les Boxtrolls : Madame Frou-Frou (voix chantée)
- 2015 : Scooby-Doo et le Monstre de l'espace : Uvinious Botango (voix chantée)
- 2016 : Le Petit Dinosaure : L'Expédition héroïque : Pétrie
- 2021 : Sailor Moon Eternal : Hawk's Eye
- 2021 : Seven Deadly Sins, le film : Cursed by Light : Arthur Pendragon
- 2023 : Seven Deadly Sins, le film : Grudge of Edinburgh - Partie 2 (en) : Arthur Pendragon

### Télévision

#### Téléfilms
- 2011 : Les Chassés-croisés de Noël : Jason (Aren Buchholz)
- 2012 : Le Ranch de la vengeance : Art Dowdy (Shane Johnson)

#### Séries télévisées
- Kyle Searles (pt) dans (4 séries) :
  - Sept à la maison (2004-2007) : Mac (27 épisodes)
  - Veronica Mars (2005) : Richie (saison 1, épisode 16)
  - South of Nowhere (2007-2008) : Jake Kessler (8 épisodes)
  - NCIS : Enquêtes spéciales (2009) : Aaron (saison 6, épisode 12)

- Reed Alexander (en) dans (4 séries) :
  - Jimmy délire (2007) : C. Kingsley Weatherhead (épisode 7)
  - iCarly (2011-2012) : Nevel Papperman (2e voix - saisons 5 et 6)
  - Sam et Cat (2014) : Nevel Papperman (épisode 31)
  - iCarly (2021) : Nevel Papperman (invité - saison 1, épisode 5)

- Chris Colfer dans (4 séries) :
  - Glee (2009-2015) : Kurt Hummel (121 épisodes)
  - The Glee Project (2012) : lui-même (saison 2, épisode 11)
  - En coulisse avec Julie (2017) : lui-même (épisodes 2 et 13)
  - Allô la Terre, ici Ned (2020) : lui-même (saison 1, épisode 19)

- Lee Norris dans :
  - Les Frères Scott (2003-2012) : Marvin « Micro » McFadden (171 épisodes)
  - October Road (2007) : Ian (saison 1, épisode 1)
  - The Walking Dead (2017) : Todd (saison 8, épisodes 2 et 3)

- Jason Ritter dans :
  - La Classe (2006-2007) : Ethan Haas (19 épisodes)
  - Mercy Hospital (2009) : Gabe Tyler (épisode 9)

- Bug Hall dans :
  - Charmed (2004) : Eddie Mullen (saison 7, épisode 8)
  - Saving Grace (2010) : Nick (saison 3, épisode 13)

- Marcus Toji dans :
  - Happy Endings (2012) : l'employé de bureau (saison 2, épisode 21)
  - American Patriot (2015-2017) : Stephen Tchoo (9 épisodes)

- John Early dans :
  - Wet Hot American Summer: First Day of Camp (2015) : Logan (mini-série)
  - Wet Hot American Summer: Ten Years Later (2017) : Logan (mini-série)

- 1983[1] : Fraggle Rock : l'architecte Doozer (Jerry Nelson) (voix)
- 1996 : Haute Tension : l'officier Andy Lightner (Dylan Bruno) (10 épisodes)
- 1999-2001 : La Brigade du courage : Ben Mackenzie (Fraser Ayres) (9 épisodes) / Graham Bryan
- 1999-2001 : L'Équipe de rêve : Eddie Moliano (Ed Sanders)
- 2003 : Urgences : Sean Simmons (Patrick Fugit) (saison 9, 3 épisodes)
- 2003-2015 : Degrassi : La Nouvelle Génération : Jason « Jay » Hogart (Mike Lobel) (97 épisodes), Tristan Milligan (Lyle Lettau) (101 épisodes)
- 2004 : Huff : Tim Winnick (Alex Black) (saison 1, épisodes 3 et 8)
- 2004 :  Malcolm : Jordan, l'assistant de Francis dans le ranch (Eddie Shin (en)) (saison 5, épisode 14)
- 2004 : New York, section criminelle : Mikey Damiano (Frankie Nasso) (saison 3, épisode 19), Travis (Khan Baykal) (saison 4, épisode 7)
- 2004-2005 : Darcy : Layne Haznoy (Daniel Karasic) (6 épisodes)
- 2004-2006 : Mes adorables voisins : Rafael « Rafa » Sánchez (Alberto Amarilla (es)) (49 épisodes)
- 2005 : Nip/Tuck : Austin Moretti (Tanner Richie) (3 épisodes)
- 2005-2014 : How I Met Your Mother : le fils de Ted (David Henrie) (65 épisodes)
- 2006-2009 : Génial Génie : Adil le génie (Jordan Metcalfe) (78 épisodes)
- 2006-2014 : Young Dracula : Robin Branagh (Craig Roberts) (27 épisodes)
- 2007 : Rescue Me : Les Héros du 11 septembre : Tony (Vincent Piazza) (6 épisodes)
- 2007 : Les Experts : Miami : Leo Donwell (Josh Zuckerman) (3 épisodes)
- 2007 : Les Tudors : Thomas Tallis (Joe Van Moyland) (9 épisodes)
- 2007-2009 : My Spy Family : Travis Mitchell (Richard Sargent) (35 épisodes)
- 2008 : Boston Justice : Mitchy Weston (Jason Earles) (saison 4, épisode 18)
- 2008 : Honest, braqueurs de père en fils : Steve (Ed Browning) (4 épisodes)
- 2008 : Gossip Girl : Todd Jansen (Jeffrey Omura) (saison 1, épisode 15)
- 2008 : Inspecteur Lewis : Eric Jameson (Sam Alexander) (saison 2, épisode 1)
- 2009-2010 : Ugly Betty : Troy (Matt Newton (en)) (5 épisodes)
- 2010 : Hercule Poirot : Oliver Manders (Tom Wisdom) (épisode Drame en trois actes)
- 2011 : Rush : Liam Rainey (Mark Leonard Winter) (3 épisodes)
- 2012 : The Inbetweeners : Will Mackenzie (Joey Pollari) (12 épisodes)
- 2012-2015 : Continuum : Julian Randol (Richard Harmon) (26 épisodes)
- 2013 : Hot in Cleveland : Jeffrey (Mark Leonard Winter) (saison 4, épisode 20)
- Amour, Gloire et Beauté : père Fontana (Luca Calvani (en))
- 2016 : Lady Dynamite : Dave (Jonathan Runyon) (saison 1, épisode 2)
- 2017 : Frankie Drake Mysteries : Eric Morrison (William Melling) (saison 1, épisodes 3 et 6)
- 2017-2018 : Poldark : le révérend Osborne « Ossie » Whitworth (Christian Brassington) (11 épisodes)
- 2017-2019 : Star : Angel Rivera (Evan Ross) (23 épisodes)
- 2021 : Home Before Dark : Tony O'Hara (Dan Byrd) (3 épisodes)
- 2021 : The Beast Must Die (en) : Phil Rattery (Barney Sayburn)
- 2022 : Fraggle Rock, l'aventure continue : l'architecte Doozer (John Tartaglia) (voix)
- 2023 : Une famille vraiment Loud : Tony Hawk (Tony Hawk) (saison 1, épisode 10)

#### Séries d'animation
- La Légende des super-héros : Chameleon Boy (en)
- One Piece : Dellinger
- 2000 : Gate Keepers : Shun Ukiya
- 2011-2016 : Kung Fu Panda : L'Incroyable Légende : Maître Grue
- La Ferme en folie : Bec, Eugène et Hilly Burford
- 2006-2008 : Kilari : Seiji Hiwatari
- 2011-2014 : Hunter × Hunter : Irumi Zoldik, Feitan, Pokkuru, Sedokan
- Battle B-Daman : Terry McScotty, Li Yong-Fa, Bull Borgnine
- Mai-HiME : Takumi Tokiha
- 2008 : Les Chroniques d'Arslân (OAV) : Arslan
- 1987-2018 : Sam le pompier : Norman Price, James, Elvis et Wooly
- Faireez : Tim / Squint
- Dora l'exploratrice : chansons
- Ratz : voix additionnelles
- Umizoomi : voix additionnelles
- Ozzy et Drix : M. le Maire
- Classe 3000 : Phil
- Agent Spécial Oso : chansons
- Robin des Bois: Malice à Sherwood : le prince Jean (création de voix)
- Docteur La Peluche : Toufy (voix chantée)
- 2012-2014 : Saint Seiya Omega : Ryūhō
- 2015 : Zak Storm, super pirate : Caramba
- 2012-2013 : Mon pote le fantôme : Spencer Wright
- Jake et les Pirates du Pays imaginaire : Sinker le poulpe jaune, une des pierres qui chantent, le Roi des crabes et voix additionnelles
- Les Aventures de la tour Wayne : Leif Bornwell III
- Sunny Day : Bucky, Clyde (saison 2, épisode 9)
- 2014 : Seven Deadly Sins : Arthur Pendragon
- Dora and Friends : Au cœur de la ville : Pablo
- Bibi, nom d'une sorcière : Dennis / Raji
- Les Crumpets : Gunther / Grangran
- 44 Chats : Karlito / Kataly
- Roi Julian ! L'Élu des lémurs : Andy Fairfax et Capitaine Ethan
- Cochon Chèvre Banane Criquet : Cochon
- 2016 : Miss Moon : Kevin et Yassir
- 2017-2021 : Denis et Scratch : déchaînés ! : Walter
- 2018 : Denver : Spooky
- 2018 : La Légende des Trois Caballeros : Ari et Galahad
- 2019 : Dark Crystal : Le Temps de la résistance : SkekEkt, l'ornementaliste
- Commandant Clark : Lionel, Bob, Léo, Alfie et Patrick
- 2018 : Butterbean's Café : Spork et Spatch, les singes
- Central Park : Birdie (chant)
- Jean-Michel Super Caribou : Marcel l’éléphant / Mauricette la brebis
- En route : Les Aventures de Tif et Oh : Gunther (saison 4)
- Les Végétaloufs dans la place : Bill Le Bacon
- Les Végétaloufs dans la ville : Bill Le Bacon et voix additionnelles
- Ridley Jones, La Protectrice du Musée : Kosy, l'un des pères d'Ismat
- 2023-2024 : Four Knights of the Apocalypse : le roi Arthur Pendragon
- 2024 : Code Geass: Rozé of the Recapture (en) : Arnold Renck

### Direction musicale
- 2021 : Gabby et la Maison magique
- 2022 : The Witcher : L'Héritage du sang